# Đăk Dục
Đăk Dục là một xã thuộc huyện Ngọc Hồi, tỉnh Kon Tum, Việt Nam.

## Địa lý
Xã Đắk Dục có vị trí địa lý:
- Phía đông giáp xã Đăk Ang
- Phía tây giáp Lào
- Phía nam giáp xã Đăk Nông
- Phía bắc giáp huyện Đăk Glei.

Xã Đăk Dục có diện tích 98 km², dân số năm 2019 là 5.587 người,, mật độ dân số đạt 57 người/km².

## Lịch sử
Ngày 22 tháng 11 năm 1996, Chính phủ ban hành Nghị định số 73-CP về việc thành lập xã Đắk Nông trên cơ sở 8.500 ha diện tích tự nhiên và 2.019 nhân khẩu của xã Đăk Dục.
Sau khi điều chỉnh, xã Đăk Dục có 9.800 ha diện tích tự nhiên và 3.204 nhân khẩu.